# Heteralepas lankesteri
Heteralepas lankesteri is een rankpootkreeftensoort uit de familie van de Heteralepadidae. De wetenschappelijke naam van de soort is voor het eerst geldig gepubliceerd in 1900 door Gruvel.